# Uvedale Price
Uvedale Price (prima del 14 aprile 1747 – 14 settembre 1829) è stato un saggista inglese.
Fu coinvolto nel dibattito sulla progettazione del giardino all'inizio del XIX secolo e sostenitore del giardino pittoresco contro il landscape gardening. La sua opera fondamentale è On the pictoresque, del 1794, in cui esprime le proprie posizioni all'interno del dibattito.